# Alpine Ski-Junioreneuropameisterschaften 1972
Die 1. Alpinen Ski-Junioreneuropameisterschaften fanden vom 13. bis 16. Januar 1972 in Madonna di Campiglio in Italien statt.

## Herren

### Abfahrt
| Platz | Land | Sportler          | Zeit        |
| ----- | ---- | ----------------- | ----------- |
| 1     | ITA  | Herbert Plank     | 1:26,17 min |
| 2     | AUT  | Uli Spieß         | 1:26,49 min |
| 3     | AUT  | Werner Margreiter | 1:26,52 min |

### Riesenslalom
| Platz | Land | Sportler              | Zeit    |
| ----- | ---- | --------------------- | ------- |
| 1     | FRA  | Jean-Philippe Barbe   | 3:20,23 |
| 2     | FRA  | Philippe Hardy        | 3:22,74 |
| 3     | AUT  | Andre Arnold          | 3:23,02 |
| 3     | FRA  | Bernard Rossat-Mignod | 3:23,02 |

### Slalom
| Platz | Land | Sportler          | Zeit    |
| ----- | ---- | ----------------- | ------- |
| 1     | AUT  | Alois Morgenstern | 1:36,63 |
| 2     | FRG  | Richard Jany      | 1:37,40 |
| 3     | FRG  | Ferdinand Lechner | 1:37,65 |

## Damen

### Abfahrt
| Platz | Land | Sportlerin       |
| ----- | ---- | ---------------- |
| 1     | FRA  | Patricia Emonet  |
| 2     | FRA  | Fabienne Flechet |
| 3     | ITA  | Paola Hofer      |

### Riesenslalom
| Platz | Land | Sportlerin         | Zeit    |
| ----- | ---- | ------------------ | ------- |
| 1     | NOR  | Toril Førland      | 1:37.08 |
| 2     | SUI  | Lise-Marie Morerod | 1:37,85 |
| 3     | FRA  | Patricia Emonet    | 1:38,14 |

### Slalom
| Platz | Land | Sportlerin      |
| ----- | ---- | --------------- |
| 1     | FRA  | Patricia Emonet |
| 2     | NOR  | Toril Førland   |
| 3     | NOR  | Siri Brott      |

## Medaillenspiegel
| Platz | Land           | Gold | Silber | Bronze | Gesamt |
| ----- | -------------- | ---- | ------ | ------ | ------ |
| 1     | Frankreich     | 3    | 2      | 2      | 7      |
| 2     | Österreich     | 1    | 1      | 2      | 4      |
| 3     | Norwegen       | 1    | 1      | 1      | 3      |
| 4     | Italien        | 1    | –      | 1      | 2      |
| 5     | BR Deutschland | –    | 1      | 1      | 2      |
| 6     | Schweiz        | –    | 1      | –      | 1      |